# Vepriai (krater)
Vepriai – krater uderzeniowy na Litwie, położony w skałach pod miejscowością Vepriai (Wieprze). Krater nie jest widoczny na powierzchni, ponieważ w trakcie zlodowaceń w plejstocenie uległ erozji i został pokryty grubą warstwą osadów.
Wiek krateru został oceniony na ponad 160 ± 10 milionów lat, czyli powstał on nie później niż w późnej jurze. Został utworzony przez uderzenie planetoidy o średnicy ok. 300 m, która trafiła w paleozoiczne skały osadowe: piaskowce i wapienie, wybijając krater o początkowej głębokości ponad 500 m. W późnej jurze znajdowało się w nim jezioro meteorytowe, wkrótce jednak wypełniły go osady.